# Dactylispa
Dactylispa es un género de escarabajos de la familia Chrysomelidae. El género fue descrito científicamente primero por Weise en 1897.

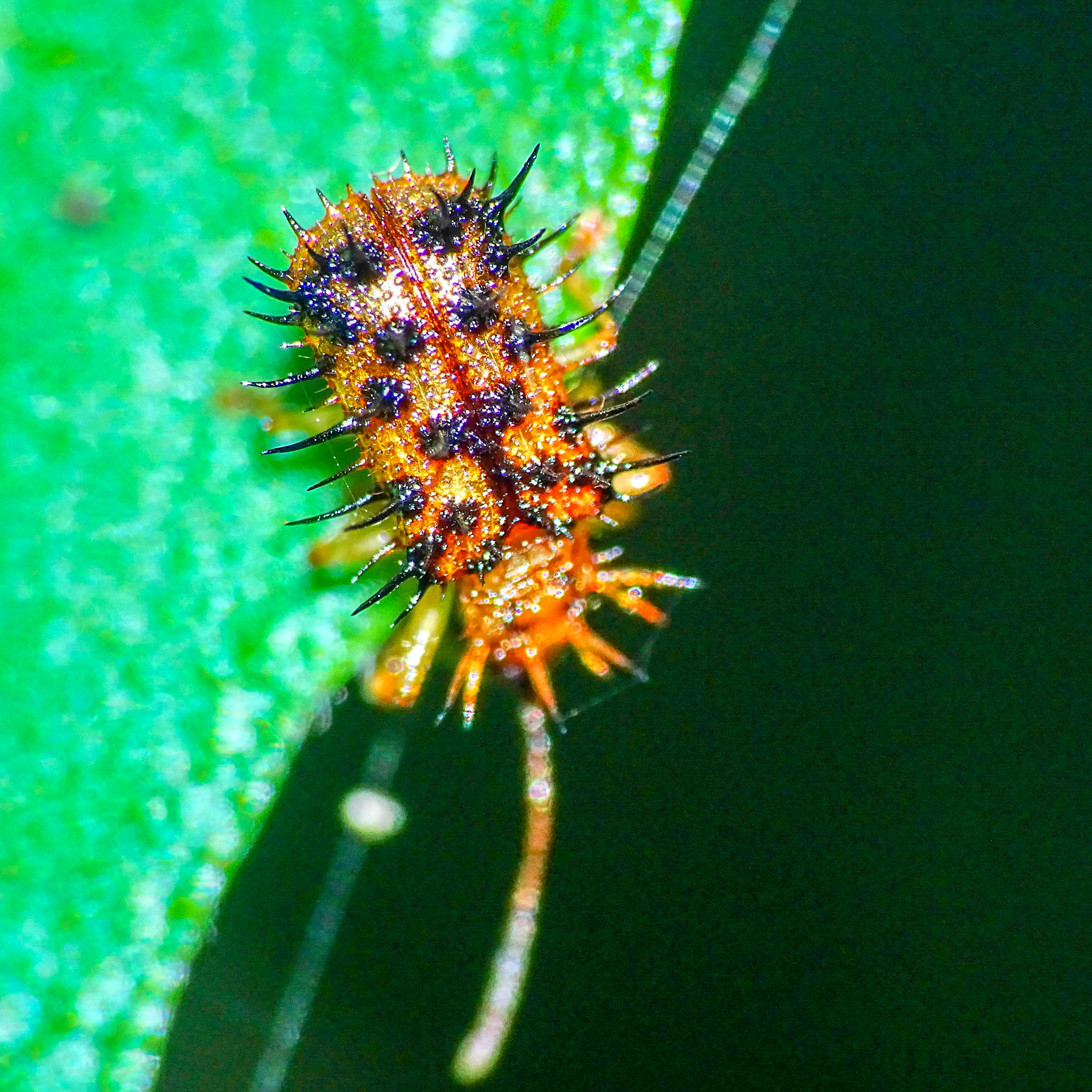
Dactylispa sp.

Esta es una lista de especies perteneciente a este género:
- Dactylispa abareata Uhmann, 1955
- Dactylispa aculeata (Klug, 1835)
- Dactylispa aeneicolor (Fairmaire, 1869)
- Dactylispa aeneipennis (Duvivier, 1891)
- Dactylispa agilis (Gestro, 1923)
- Dactylispa albopilosa (Gestro, 1888)
- Dactylispa amala (Basu & Saha, 1977)
- Dactylispa ambarum Weise, 1909
- Dactylispa ambigua (Péringuey, 1898)
- Dactylispa andamensis (Maulik, 1919)
- Dactylispa andreaei Uhmann, 1955
- Dactylispa andrewesiella (Weise, 1905)
- Dactylispa angulosa (Solsky, 1871)
- Dactylispa angusta (Gestro, 1917)
- Dactylispa anula (Maulik, 1919)
- Dactylispa apicata (Fairmaire, 1869)
- Dactylispa approximata (Gressitt, 1939)
- Dactylispa argus Gestro, 1908
- Dactylispa arisana Chûjô, 1933
- Dactylispa armata Uhmann
- Dactylispa aspersa (Gestro, 1897)
- Dactylispa assamensis (Weise, 1904)
- Dactylispa atkinsoni (Gestro, 1897)
- Dactylispa atricornis (Chen & Tan, 1964)
- Dactylispa aureopilosa Uhmann, 1931
- Dactylispa badia (Chen & Tan, 1961)
- Dactylispa bakeri (Gestro, 1917)
- Dactylispa balianii Gestro, 1909
- Dactylispa basalis (Gestro, 1897)
- Dactylispa basicornis Weise, 1909
- Dactylispa bayoni Gestro, 1911
- Dactylispa beccarii (Gestro, 1897)
- Dactylispa bhaumiki (Basu & Saha, 1977)
- Dactylispa bilasa (Maulik, 1919)
- Dactylispa binotaticollis (Chen & Tan, 1964)
- Dactylispa bipartita (Guérin-Méneville, 1830)
- Dactylispa bodongi Uhmann, 1930
- Dactylispa brachyacantha Gestro, 1909
- Dactylispa brachycera Gestro, 1914
- Dactylispa brevicuspis (Gestro, 1890)
- Dactylispa brevispina (Chen & Tan, 1964)
- Dactylispa brevispinosa (Chapuis, 1877)
- Dactylispa breviuscula Uhmann, 1958
- Dactylispa bulbifera (L. Medvedev, 1993)
- Dactylispa burgeoni Uhmann, 1931
- Dactylispa burmana (Uhmann, 1939)
- Dactylispa calaviteana (Uhmann, 1932)
- Dactylispa callani Uhmann, 1960
- Dactylispa callosa Uhmann, 1935
- Dactylispa calva Uhmann, 1941
- Dactylispa capicola (Péringuey, 1898)
- Dactylispa cariana (Gestro, 1890)
- Dactylispa carinata (Chen & Tan, 1961)
- Dactylispa carinifrons Gestro, 1908
- Dactylispa cauta Weise, 1899
- Dactylispa cavicollis Gestro, 1906
- Dactylispa celebensis (Uhmann, 1960)
- Dactylispa cervicornis (Gressitt, 1950)
- Dactylispa cervicornu Uhmann, 1931
- Dactylispa ceylonica Uhmann, 1954
- Dactylispa chanchala (Basu & Saha, 1977)
- Dactylispa chaturanga (Maulik, 1919)
- Dactylispa chiayiana Kimoto, 1978
- Dactylispa chujoi Shirozu, 1957
- Dactylispa cinchonae Uhmann, 1961
- Dactylispa cincta (Gestro, 1885)
- Dactylispa cladophora (Guérin-Méneville, 1841)
- Dactylispa clavata Weise, 1902
- Dactylispa clavicornis (Chen & Tan, 1964)
- Dactylispa clementis (Chapuis, 1877)
- Dactylispa conferta Uhmann, 1942
- Dactylispa confluens (Baly, 1889)
- Dactylispa congrua (Péringuey, 1898)
- Dactylispa corpulenta (Weise, 1897)
- Dactylispa corvina Gestro, 1908
- Dactylispa crassicuspis (Gestro, 1908)
- Dactylispa cribricollis Gestro, 1908
- Dactylispa curvispina Uhmann, 1956
- Dactylispa cylindrica Uhmann, 1958
- Dactylispa daiaca (Gestro, 1923)
- Dactylispa daipa (Maulik, 1919)
- Dactylispa daturina (Gestro, 1895)
- Dactylispa debeauxi Uhmann, 1938
- Dactylispa debilis (Gestro, 1897)
- Dactylispa delicatulata (Gestro, 1888)
- Dactylispa dentispinis Gestro, 1908
- Dactylispa desertorum Weise, 1914
- Dactylispa dichroa Gestro, 1908
- Dactylispa digitata (Uhmann, 1954)
- Dactylispa dilutiventris Gestro, 1908
- Dactylispa dimidiata (Gestro, 1885)
- Dactylispa discalis Gressitt, 1960
- Dactylispa discoidalis (Baly, 1888)
- Dactylispa discreta Weise, 1902
- Dactylispa divarna Maulik, 1919
- Dactylispa dives Gestro, 1908
- Dactylispa dohertyi (Gestro, 1897)
- Dactylispa dolichocera Gestro, 1906
- Dactylispa donckieri Weise, 1905
- Dactylispa echinata (Gyllenhal, 1817)
- Dactylispa elegantula (Duvivier, 1892)
- Dactylispa excisa (Kraatz, 1879)
- Dactylispa exilicornis Gestro, 1908
- Dactylispa feae (Gestro, 1888)
- Dactylispa femoralis Uhmann, 1954
- Dactylispa ferox (Gestro, 1897)
- Dactylispa ferrineonigra (Maulik, 1919)
- Dactylispa filicornis (Motschulsky, 1861)
- Dactylispa filicornis Weise, 1912
- Dactylispa flava Achard, 1917
- Dactylispa flavicornis Gestro, 1909
- Dactylispa flaviventris Gestro, 1908
- Dactylispa flavoapicalis (Tan, 1993)
- Dactylispa foveiscutis (Chen & Tan, 1961)
- Dactylispa fukienica (Chen & Tan, 1964)
- Dactylispa fulvicornis Weise, 1922
- Dactylispa fulvifrons Weise, 1909
- Dactylispa fulvipes (Motschulsky, 1861)
- Dactylispa fumida (Chen & Tan, 1964)
- Dactylispa furia (Gestro, 1907)
- Dactylispa gairi (Maulik, 1919)
- Dactylispa garambae Uhmann, 1961
- Dactylispa gestroi (Chapuis, 1879)
- Dactylispa gonospila (Gestro, 1897)
- Dactylispa gracilis (Péringuey, 1898)
- Dactylispa gratula (Péringuey, 1898)
- Dactylispa gressitti (Uhmann, 1955)
- Dactylispa griveaudi Uhmann, 1964
- Dactylispa haeckelii (Gestro, 1902)
- Dactylispa hamulufera (Gestro, 1922)
- Dactylispa harsha (Maulik, 1919)
- Dactylispa higoniae (Lewis, 1896)
- Dactylispa hirsuta Gestro, 1908
- Dactylispa hirtella (Gestro, 1917)
- Dactylispa horni Gestro, 1902
- Dactylispa horrida Gestro, 1908
- Dactylispa horrifica (Gestro, 1897)
- Dactylispa hospes Weise, 1909
- Dactylispa hostica (Gestro, 1898)
- Dactylispa humeralis (Weise, 1905)
- Dactylispa humilis Weise, 1909
- Dactylispa hystrix (Duvivier, 1891)
- Dactylispa ignorata Uhmann, 1953
- Dactylispa inaequalis (Chen & Tan, 1964)
- Dactylispa inanis (Péringuey, 1898)
- Dactylispa incredula Gestro, 1906
- Dactylispa infuscata (Chapuis, 1876)
- Dactylispa insignita (Chapuis, 1877)
- Dactylispa intactilis (Gestro, 1897)
- Dactylispa integra Uhmann, 1949
- Dactylispa intermedia (Chen & Tan, 1961)
- Dactylispa isaroensis (Uhmann, 1933)
- Dactylispa issiki (Chûjô, 1938)
- Dactylispa jacobsoni (Uhmann, 1928)
- Dactylispa javaensis (Maulik, 1931)
- Dactylispa jiva Maulik, 1919
- Dactylispa jonathani (Basu & Saha, 1977)
- Dactylispa kambaitica (Uhmann, 1939)
- Dactylispa kantakita (Maulik, 1919)
- Dactylispa kerimii (Gestrio, 1897)
- Dactylispa klapperichi (Uhmann, 1954)
- Dactylispa kleinei (Uhmann, 1930)
- Dactylispa koreanus An, Kwon & Lee, 1985
- Dactylispa krishna (Maulik, 1919)
- Dactylispa kumatai Kimoto, 1996
- Dactylispa kunala (Maulik, 1919)
- Dactylispa laccata (Uhmann, 1932)
- Dactylispa lameyi (Uhmann, 1930)
- Dactylispa lankaja Maulik, 1919
- Dactylispa lateralis Weise, 1904
- Dactylispa latifrons (Chen & Tan, 1961)
- Dactylispa latipennis Chûjô, 1933
- Dactylispa lenta Weise, 1902
- Dactylispa lentoides Uhmann, 1931
- Dactylispa leonardi (Ritsema, 1875)
- Dactylispa leptacantha (Gestro, 1897)
- Dactylispa lesnei Gestro, 1909
- Dactylispa litigiosa (Péringuey, 1898)
- Dactylispa lividipes (Fairmaire, 1893)
- Dactylispa lohita (Maulik, 1919)
- Dactylispa longicornis (Motschulsky, 1861)
- Dactylispa longicuspis (Gestro, 1897)
- Dactylispa longispina (Gressitt, 1938)
- Dactylispa lucida Gestro, 1908
- Dactylispa mabweana Uhmann, 1954
- Dactylispa macnamarana Gressitt, 1957
- Dactylispa maculithorax (Gestro, 1908)
- Dactylispa maculosa (Fairmaire, 1889)
- Dactylispa madagassa Weise, 1909
- Dactylispa mahendra (Maulik, 1919)
- Dactylispa major Uhmann, 1936
- Dactylispa malabikae (Basu & Saha, 1977)
- Dactylispa malgachica Uhmann, 1962
- Dactylispa mammillata (Chapuis, 1877)
- Dactylispa manni (Vazirani, 1972)
- Dactylispa manterii (Gestro, 1897)
- Dactylispa marshalli (Uhmann, 1938)
- Dactylispa masonii (Gestro, 1923)
- Dactylispa mauliki (Gressitt, 1950)
- Dactylispa melanaria (Motschulsky, 1861)
- Dactylispa melanocera (Chen & Tan, 1961)
- Dactylispa melanosticata (Baly, 1889)
- Dactylispa mendica (Weise, 1897)
- Dactylispa minax (Gestro, 1897)
- Dactylispa minor Gressitt, 1960
- Dactylispa minuta (Gestro, 1890)
- Dactylispa miranda (Gestro, 1917)
- Dactylispa misellanea Uhmann, 1928
- Dactylispa mixta (Kung & Tan, 1961)
- Dactylispa miyanotoi Kimoto, 1970
- Dactylispa modica Weise, 1902
- Dactylispa modiglianii (Gestro, 1897)
- Dactylispa molina (Basu & Saha, 1977)
- Dactylispa montana Uhmann, 1933
- Dactylispa monticola (Gestro, 1890)
- Dactylispa montivaga (Gestro, 1898)
- Dactylispa moramangae Uhmann, 1964
- Dactylispa multifida (Gestro, 1890)
- Dactylispa nalika (Maulik, 1919)
- Dactylispa nandana (Maulik, 1919)
- Dactylispa nemoralis (Gestro, 1897)
- Dactylispa nigricornis Gestro, 1906
- Dactylispa nigripennis (Motschulsky, 1861)
- Dactylispa nigritula (Guérin-Méneville, 1841)
- Dactylispa nigrodiscale (Gressitt, 1938)
- Dactylispa nigromaculata (Motschulsky, 1861)
- Dactylispa nitidissima Gestro, 1909
- Dactylispa normalis Uhmann, 1931
- Dactylispa oberthuri (Gestro, 1897)
- Dactylispa omeia (Chen & Tan, 1961)
- Dactylispa opaca Maulik, 1919
- Dactylispa orchymonti Uhmann, 1931
- Dactylispa orophila (Gestro, 1897)
- Dactylispa pachycera (Gerstäcker, 1871)
- Dactylispa palliata (Chapuis, 1876)
- Dactylispa pallidicolle (Gressitt, 1938)
- Dactylispa pallidipennis (Motschulsky, 1861)
- Dactylispa pallidissima Gestro, 1910
- Dactylispa pallidiventris Gestro, 1908
- Dactylispa pallipes (Kraatz, 1895)
- Dactylispa papilla (Tan, 1993)
- Dactylispa paronae (Gestro, 1890)
- Dactylispa parva (Chen & Tan, 1961)
- Dactylispa paucispina (Gressitt, 1939)
- Dactylispa perfida (Péringuey, 1898)
- Dactylispa perinetina Uhmann, 1960
- Dactylispa perpusilla Gestro, 1911
- Dactylispa perraudierei (Baly, 1889)
- Dactylispa perroteti (Guérin-Méneville, 1841)
- Dactylispa pertenuis Uhmann, 1960
- Dactylispa piceomaculata (Gressitt, 1939)
- Dactylispa pici (Uhmann, 1934)
- Dactylispa picticornis Gestro, 1908
- Dactylispa pilosa (Tan & Kung, 1961)
- Dactylispa pilosula Uhmann, 1936
- Dactylispa pitapada (Maulik, 1919)
- Dactylispa plagiata Weise, 1905
- Dactylispa planispina (Gressitt, 1950)
- Dactylispa platyacantha (Gestro, 1897)
- Dactylispa polita (Chen & Tan, 1961)
- Dactylispa postica (Gestro, 1885)
- Dactylispa pradhana (Maulik, 1919)
- Dactylispa praefica (Weise, 1897)
- Dactylispa praegracilis (Uhmann, 1956)
- Dactylispa prasastha Maulik, 1919
- Dactylispa pretiosula Péringuey, 1908
- Dactylispa protuberance (Tan, 1982)
- Dactylispa provida Weise, 1909
- Dactylispa puberula (Chapuis, 1876)
- Dactylispa pubescens (Chen & Tan, 1962)
- Dactylispa pubicollis (Chapuis, 1877)
- Dactylispa pugnax (Gestro, 1897)
- Dactylispa puncticollis Gestro, 1906
- Dactylispa pungens (Boheman, 1859)
- Dactylispa pusilla Weise, 1905
- Dactylispa puwena (Chen & Tan, 1961)
- Dactylispa quinquespinosa (Tan, 1982)
- Dactylispa ramuligera (Chapuis, 1877)
- Dactylispa redunca Gestro, 1906
- Dactylispa reitteri (Spaeth, 1933)
- Dactylispa ritsemae (Chapuis, 1877)
- Dactylispa ruandana Uhmann, 1954
- Dactylispa rubida Gestro, 1909
- Dactylispa rubus (Gestro, 1892)
- Dactylispa rufescens Shirôzu, 1957
- Dactylispa rugata Gestro, 1907
- Dactylispa rungweae (Uhmann, 1964)
- Dactylispa sambavae Uhmann, 1964
- Dactylispa sauteri (Uhmann, 1927)
- Dactylispa scherei (Würmli, 1976)
- Dactylispa schneei Uhmann, 1928
- Dactylispa schoutedeni Uhmann, 1937
- Dactylispa scutellaris (Chen & Tan, 1961)
- Dactylispa secura Weise, 1922
- Dactylispa semecarpi Gressitt, 1960
- Dactylispa seminigra (Gestro, 1908)
- Dactylispa senegalensis Uhmann, 1956
- Dactylispa sericeicollis Gestro, 1908
- Dactylispa serrulata (Chen & Tan, 1964)
- Dactylispa setifera (Chapuis, 1877)
- Dactylispa shira (Basu & Saha, 1977)
- Dactylispa sibutensis Achard, 1917
- Dactylispa sicardi Weise, 1909
- Dactylispa sikorae (Duvivier, 1891)
- Dactylispa silvana Uhmann, 1960
- Dactylispa similis (Chen & Tan, 1985)
- Dactylispa singularis (Gestro, 1888)
- Dactylispa sinuispina (Gressitt, 1938)
- Dactylispa sjostedti (Uhmann, 1928)
- Dactylispa speciosissima (Gestro, 1919)
- Dactylispa spectabilis (Gestro, 1914)
- Dactylispa spinigera (Gyllenhal, 1817)
- Dactylispa spinilboa (Chen & Tan, 1964)
- Dactylispa spinipes (Weise, 1905)
- Dactylispa spinosa (Weber, 1801)
- Dactylispa spinulifera Uhmann, 1931
- Dactylispa spinulosa (Gyllenhal, 1817)
- Dactylispa sternalis (Chen & Tan, 1964)
- Dactylispa stoetzneri (Uhmann, 1955)
- Dactylispa subapicola Uhmann, 1962
- Dactylispa subcorvina Uhmann, 1960
- Dactylispa subpallipes Uhmann, 1954
- Dactylispa subquadrata (Baly, 1874)
- Dactylispa subsilvana Uhmann, 1960
- Dactylispa sulcata (Chapuis, 1877)
- Dactylispa superspinosa (Gressitt & Kimoto, 1963)
- Dactylispa tamataveae Uhmann, 1960
- Dactylispa taursama (Maulik, 1919)
- Dactylispa tebingensis (Uhmann, 1930)
- Dactylispa tenella (Péringuey, 1898)
- Dactylispa tenuicornis (Chapuis, 1877)
- Dactylispa terriculum Gestro, 1908
- Dactylispa tewfiki Pic, 1939
- Dactylispa tienmuensis (Chen & Tan, 1964)
- Dactylispa tientaina (Chen & Tan, 1964)
- Dactylispa tissa Maulik, 1919
- Dactylispa torva (Gestro, 1897)
- Dactylispa trapa (Gestro, 1897)
- Dactylispa tribulus (Gestro, 1897)
- Dactylispa trigemina (Uhmann, 1933)
- Dactylispa trishula Maulik, 1919
- Dactylispa tristis (Duvivier, 1891)
- Dactylispa tuberculata (Gressitt, 1950)
- Dactylispa uhmanni (Gressitt, 1950)
- Dactylispa ungulata Uhmann, 1954
- Dactylispa upembana Uhmann, 1954
- Dactylispa usta Gestro, 1908
- Dactylispa vanikorensis (Guérin-Méneville, 1841)
- Dactylispa venustula Gestro, 1908
- Dactylispa verecunda Péringuey, 1908
- Dactylispa vethi (Gestro, 1908)
- Dactylispa viatoris Uhmann, 1934
- Dactylispa viracica (Uhmann, 1932)
- Dactylispa vittula (Chapuis, 1876)
- Dactylispa vulgaris (Gestro, 1897)
- Dactylispa vulnifica (Gestro, 1908)
- Dactylispa weyersi (Gestro, 1899)
- Dactylispa wissmanni Uhmann, 1928
- Dactylispa wittei Uhmann, 1941
- Dactylispa wittmeri (Würmli, 1975)
- Dactylispa xanthogastra Gestro, 1908
- Dactylispa xanthopus (Gestro, 1898)
- Dactylispa xanthopus (Maulik, 1918)
- Dactylispa xisana (Chen & Tan, 1961)
- Dactylispa zulu (Péringuey, 1898)
- Dactylispa zumpti Uhmann, 1940